# 张须陀
张须陀（565年—616年），弘农阌乡（今河南灵宝市）人，隋朝大将。性刚烈，有勇略，被认为是隋朝柱石。

## 生平
少年时从史万岁讨西爨，因功授仪同，赐物三百段。隋炀帝继位后，汉王杨谅在并州作乱，张须陀从杨素平乱，加开府。
大业六年（610年），担任齐郡（今山东济南）丞。此时隋炀帝准备第一次征高句丽的辽东之役，百姓失业又逢荒年，谷米价格飞涨，张须陀欲开仓赈给，属下都说：“须等待朝廷诏敕，不可擅自赈灾。”张须陀说：“今帝在远，遣使往来，必淹岁序。百姓有倒悬之急，如待报至，当委沟壑矣。吾若以此获罪，死无所恨。”于是先开仓而后上状，炀帝得知后，并不怪罪。
大业七年（611年）邹平（今山东邹平北）人王薄起事，自称“知事郎”。聚结亡命数万人，寇掠郡境。官军前去征讨，败多胜少。张须陀发兵平乱，王薄引军向南，转掠鲁郡（今山东兖州）。张须陀尾随其至岱山之下。王薄自持以往得胜容易没有防备。张须陀选军中精锐，出其不意击之，将王薄击溃，乘胜斩首数千级。王薄收合亡散只得万余人，被迫向北渡河逃亡。张须陀追击至临邑（今济南市北）又破之，斩五千余级，获六畜数以万计。此时天下承平日久各州郡多不习兵，惟有张须陀勇决善战。兼又长于抚驭下属，能得军心，时人评之为名将。
大业九年（613年），王薄又联合连豆子<卤亢 >贼孙宣雅、石秪阇、郝孝德等共十余万攻章丘（今山东章丘西北）。张须陀派水军断其后路津梁，亲率马步二万袭击，大破之，贼徒散走。贼军退到时津梁又被水军所拒两面夹击，获其辎重不可胜计。炀帝大悦优诏褒扬，令使者为张等主要将领画图上奏，在宫中悬挂观看。
同年贼裴长才、石子河等众二万，悄悄靠近城下纵兵大掠。张须陀来不及召集郡兵（隋朝郡兵不同府兵，半兵半农，战时为兵，平时仍要从事生产），便亲率五骑前往迎战。贼兵见张须陀人少，竞相上前来战，围了百余重，张须陀身中数创，勇气弥厉。此时城中兵至，贼稍稍退却，张须陀督军复战，裴长才败走。数旬后贼帅秦君弘、郭方预等合军围北海（今山东益都），兵锋甚锐，张须陀对属下众将说道：“贼自恃强，谓我不能救，吾今速去，破之必矣。”众将都不敢接口，唯有勇将罗士信和秦叔宝请战。于是挑选精兵，快速行军，贼兵果然没有防备，击大破之，斩数万级，获辎重三千两。司隶刺史裴操之上状，炀帝遣使犒劳。
大业十年（614年）贼左孝友众率兵十万，屯于蹲狗山（今山东招远东北）。张须陀列八风营逼迫，又分兵扼其要害。左孝友见情势窘迫，自缚来降。其党解象、王良、郑大彪、李宛等众各万计，都被张须陀各自扫平，威振东夏。以功升为齐郡通守，领河南道十二郡黜陟讨捕大使。
此时又有贼卢明月率众十余万窥伺入寇河北，屯兵于祝阿时（今山东禹城西南），须陀邀击，杀数千人。贼吕明星、帅仁泰、霍小汉等众各万余滋扰济北，张须陀进军将其击走。招募将兵征讨瓦岗军翟让，前后三十余战，每战必胜。又迁为荥阳通守。
此时李密游说翟让取洛口仓，翟让深深忌惮张须陀不敢进军。在李密反复劝说下，翟让才与李密率兵逼荥阳，张须陀率兵拒之。翟让恐惧，率兵退却，张须陀乘胜追击逐北十余里。此时李密事先伏数千人在林间，突然暴起偷袭，张须陀部没有防备被击败。李密与翟让合军围困，张须陀勇猛过人，单骑突围而出，但左右不能尽出，于是跃马入林救援。来往数次，众皆败散，张须陀仰天长叹：“兵败如此，何面见天子乎？”于是下马战死，时年五十二。其所部士兵得知死讯，连哭数日不止。越王杨侗遣左光禄大夫裴仁基招抚其部下，移镇武牢。隋炀帝令其子元备统帅父兵，张元备当时人在齐郡，途中遇贼，战死。

## 墓志铭
张须陀墓志铭出土于河南灵宝，正方形，青石质，长宽均为58厘米。有志盖，其文楷书：大隋故齐郡通守南阳张府君墓志之铭，四煞装饰卷草纹。墓志铭文30行，满行30字，书法为行楷。

## 延伸阅读
[在维基数据编辑]
 《隋書·卷71》，出自魏徵《隋书》